# Superelipse

Ejemplos de superelipses para

Una superelipse o curva de Lamé es una figura geométrica que en coordenadas cartesianas está descrita por la siguiente ecuación:
{\displaystyle \left|{\frac {x}{a}}\right|^{n}\!+\left|{\frac {y}{b}}\right|^{n}\!=1}
donde n > 0 y a y b son los ejes de la figura. 
Aunque a menudo se atribuye su invención al poeta y científico danés Piet Hein este no fue el descubridor de la superelipse. La notación cartesiana proviene del matemático francés Gabriel Lamé que generalizó la ecuación de la elipse.

## Propiedades
Según el rango de valores de n se tienen los siguientes casos:
- n = 2 es la elipse estándar (circunferencia para a=b).
- Para n mayor que 2 se obtienen hiperelipses. En el caso límite de n infinito tenemos un rectángulo.
- Para n menor que 2 se obtienen hipoelipses.

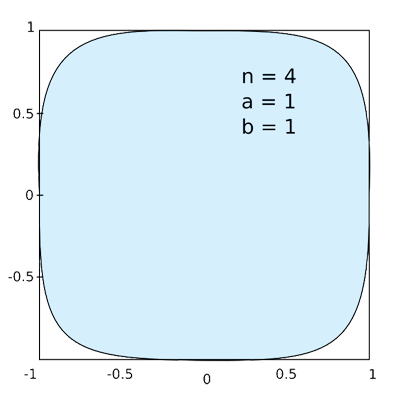
Hiperelipse con n =4, a, b = 1.
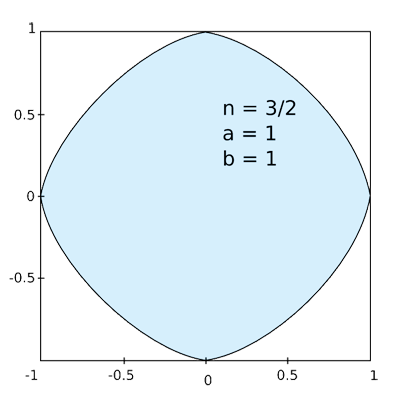
Hipoelipse con n =3/2, a, b = 1.
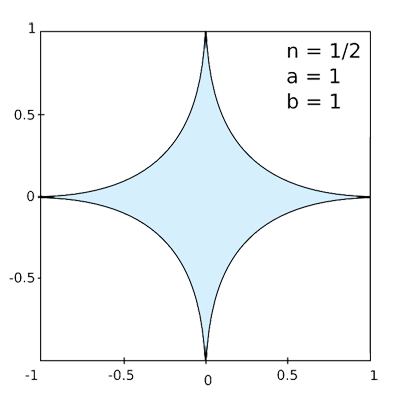
Hipoelipse con n =1/2, a, b = 1.

Una expresión que sirve para aproximar a la longitud o el perímetro de una hiperelipse, es la fórmula de Rivera, en ella se utiliza el valor del "semieje mayor" (a) y el valor del "semieje menor" (b) de la hiperelipse. 
Si
{\displaystyle \left\vert {\frac {x}{a}}\right\vert ^{n}+\left\vert {\frac {y}{b}}\right\vert ^{n}=1}
Para n par, n >2, la expresión que aproxima al perímetro o longitud de una hiperelipse es:
{\displaystyle P\approx {\frac {\left({\frac {n}{2}}-1\right){\bigl (}a+b{\bigr )}+{\sqrt {a^{2}+b^{2}}}}{\frac {n}{8}}}}
En el caso límite donde {\displaystyle b=0}, la fórmula da el valor exacto {\displaystyle P=4a}.

Las superelipses pueden ser descritas mediante las siguientes ecuaciones paramétricas:
{\displaystyle x(\theta )=\pm a\cos ^{\frac {2}{n}}(\theta )}
{\displaystyle y(\theta )=\pm b\sin ^{\frac {2}{n}}(\theta )}
{\displaystyle 0\leq \theta <{\frac {\pi }{2}}}
Piet Hein fue quien popularizó el uso de la superelipse en arquitectura, diseño urbano y muebles, y el inventor del super-huevo o super-elipsoide partiendo de la superelipse:
{\displaystyle \left|{\frac {x}{4}}\right|^{2.5}\!+\left|{\frac {y}{3}}\right|^{2.5}\!=1}
y girándola sobre el eje x. Al contrario que el elipsoide regular, el super-elipsoide es estable si se coloca sobre una superficie plana.

## Animación
|  |